# Hide from the Sun
 (juillet 2022).
Si vous disposez d'ouvrages ou d'articles de référence ou si vous connaissez des sites web de qualité traitant du thème abordé ici, merci de compléter l'article en donnant les références utiles à sa vérifiabilité et en les liant à la section « Notes et références ».
Albums de The Rasmus
Dead Letters
(2003) Black Roses
(2008)
Hide From the Sun est le sixième album du groupe finlandais de rock, The Rasmus. L'album est sorti le 12 septembre 2005 en Europe, Scandinavie, Royaume-Uni et Japon. 
Le 10 octobre pour les États-Unis, dans cette on retrouve les chansons de la version européenne et une édition de remix de bonus tracks. L'édition américaine a également inclus la vidéo inédites d' Immortal.

## Pistes de la compilation

### Version originale
Réalisé le 12 septembre 2005 par Playground Music Scandinavia.
1. Shot (4:18)
2. Night after Night (Out of the Shadows) (3:44)
3. No Fear (4:07)
4. Lucifer's Angel (4:01)
5. Last Generation (4:03)
6. Dead Promises (3:39)
7. Immortal (4:57)
8. Sail Away (3:49)
9. Keep Your Heart Broken (3:55)
10. Heart of Misery (3:27)
11. Don't Let Go (4:51)

### Version limitée
Réalisé le 12 septembre 2005 par Playground Music Scandinavia. Les douze pistes de cette version sont :
1. Shot (4:18)
2. Night after Night (Out of the Shadows) (3:44)
3. No Fear (4:07)
4. Lucifer's Angel (4:01)
5. Last Generation (4:03)
6. Dead Promises (3:39)
7. Immortal (4:57)
8. Sail Away (3:49)
9. Keep Your Heart Broken (3:55)
10. Heart of Misery (3:27)
11. Don't Let Go (4:51)
12. Dancer in the Dark (3:28)

### Version Royaume-Uni
Réalisé le 12 septembre 2005 par Island Records.
1. Shot (4:18)
2. Night after Night (Out of the Shadows) (3:44)
3. No Fear (4:07)
4. Lucifer's Angel (4:01)
5. Last Generation (4:03)
6. Dead Promises (3:39)
7. Immortal (4:57)
8. Sail Away (3:49)
9. Keep Your Heart Broken (3:55)
10. Heart of Misery (3:27)
11. Don't Let Go (4:51)
12. Open My Eyes (3:48)

### Version Japon
Réalisé le 12 septembre 2005 par Island Records.
1. Shot (4:18)
2. Night after Night (Out of the Shadows) (3:44)
3. No Fear (4:07)
4. Lucifer's Angel (4:01)
5. Last Generation (4:03)
6. Dead Promises (3:39)
7. Immortal (4:57)
8. Sail Away (3:49)
9. Keep Your Heart Broken (3:55)
10. Heart of Misery (3:27)
11. Don't Let Go (4:51)
12. Trigger (3:21)
13. No Fear (Chris Vrenna Remix) (3:40)

Plus un DVD avec le making of No Fear

### Version États-Unis
Réalisé le 10 octobre 2006 par DRT Entertainment
1. Shot (4:18)
2. Night after Night (Out of the Shadows) (3:44)
3. No Fear (4:07)
4. Lucifer's Angel (4:01)
5. Last Generation (4:03)
6. Dead Promises (3:39)
7. Immortal (4:57)
8. Sail Away (3:49)
9. Keep Your Heart Broken (3:55)
10. Heart of Misery (3:27)
11. Don't Let Go (4:51)
12. Dancer in the Dark (3:28)
13. Open My Eyes (3:48)
14. Trigger (3:21)
15. No Fear (Chris Vrenna Remix) (3:40)
16. Sail Away (Benztown Mixdown) (7:29)
17. Lucifer's Angel (Acoustic) (3:47)

Plus le clip Immortal.

## Singles
- Le premier single, nommé No Fear réalisé le 5 septembre 2005.
- Le second single, nommé Sail Away réalisé le 14 novembre 2005.
- Le troisième single, nommé Shot.Malheureusement, en raison des mauvaises ventes depuis Dead Letters et In the Shadows, ce single est uniquement disponible par téléchargement au Royaume-Uni. Il a été réalisé le 14 avril 2006.
- Tous les singles (sauf Shot), sont également disponibles dans un maxi singles, avec des différentes listes de piste. Le maxi singles caractéristiques du logiciel PC-"The Rasmus Player", avec des photos et vidéos, etc

Une vidéo a également été faite pour "Immortal".

## Position de la chart

### L'album
| Date | Pays     | Place |
| 2005 | Finlande | 1er   |
| 2005 | France   | 29e   |
| 2005 | Suède    | 16e   |

### Singles
| Date | Single    | Pays     | Place |
| 2005 | No Fear   | Finlande | 1er   |
| 2005 | No Fear   | France   | 41e   |
| 2005 | No Fear   | Suède    | 23e   |
| 2005 | Sail Away | Finlande | 2e    |
| 2005 | Sail Away | Suède    | 58e   |
| 2006 | Shot      | Finlande | 6e    |

## Crédits
The Rasmus:
- Lauri Ylönen (Chanteur)
- Pauli Rantasalmi (Guitare)
- Eero Heinonen (Guitare basse)
- Aki Hakala (Batterie)

Musiciens en plus:
- Apocalyptica (violoncelle dans Dead Promise)
- Jesper Nordenström interprété par Jakob Ruthberg, Anna S Wallgren, Roland Kress et Christian Bergqvist (cordes dans Lucifer's Angel et Sail Away)

Personne additionnel
- Mikael Nord Andersson et Martin Hansen (Producteur, l'enregistrement et le mixage)
- Masterisé par Christofer Stannow, Cosmos Mastering
- Re-masterisé par Roger Lian à Masterdisk, New York, NY
- Photos de la manche et Walse / Undén.